# Hyperplatys maculata
Hyperplatys maculata är en skalbaggsart som beskrevs av Samuel Stehman Haldeman 1847. Hyperplatys maculata ingår i släktet Hyperplatys och familjen långhorningar. Inga underarter finns listade i Catalogue of Life.